# Jürgen Keddigkeit
Jürgen Keddigkeit (* 1946 in Kaiserslautern) ist ein deutscher Historiker.

## Leben
Keddigkeit studierte Landesgeschichte, Mittlere und Neuere Geschichte und Germanistik an den Universitäten Heidelberg und Landau. Er schloss das Studium als Magister artium ab.
1983 bis 2011 war er Wissenschaftlicher Mitarbeiter am Institut für pfälzische Geschichte und Volkskunde und dort Abteilungsleiter für die Pfälzische Geschichte. Seine Forschungsschwerpunkte sind die Pfälzische Landeskunde, die Burgenkunde, die Klosterforschung und der Zweite Weltkrieg. Zu seiner Arbeit gehört auch die Planung und Durchführung zahlreicher Ausstellungen und Symposien und die wissenschaftliche Leitung von Exkursionen und Seminaren.
Keddigkeit ist Ordentliches Mitglied der Pfälzischen Gesellschaft zur Förderung der Wissenschaften.

## Veröffentlichungen (Auswahl)
als Autor
- „Die Zeit eilt – die Zeit heilt“. Spital – Distriktkrankenhaus – Städtisches Krankenhaus – Westpfalz-Klinikum (Beiträge zur Geschichte des Westpfalz-Klinikums, hrsg. v. Peter Förster, Bd. 1), Kaiserslautern 2018.
- Burgen der Pfalz in Luftaufnahmen. Pfälzer VA, Landau 1989, ISBN 3-87629-156-9.
- Feste und Festbräuche in der Pfalz. Institut für pfälzische Geschichte, Kaiserslautern 1992, ISBN 3-927754-03-X.
- Otterbach-Sambach (Beiträge zur gemeinsamen Vergangenheit; Bd. 1). Otterbach 1994.[1]
- Kaiserpfalz und Casimirschloß Kaiserslautern. Kaiserslautern 1995.
- Burgen, Schlösser, feste Häuser. Wohnen, Wehren und Wirtschaften auf Adelssitzen in der Pfalz und im Elsaß. Institut für pfälzische Geschichte, Kaiserslautern 1997, ISBN 3-927754-37-4.
- Kleine Geschichte der Stadt Kaiserslautern. Verlag Braun, Karlsruhe 2007, ISBN 978-3-7650-8355-6.

als Herausgeber
- Ausgewählte Beiträge zur pfälzischen Burgenforschung 2014–2018, Bd. 1 (zusammen mit Stefan Ulrich), (Burgen der Pfalz im Auftrag der Stiftung zur Förderung der pfälzischen Geschichtsforschung, hrsg. v. Jürgen Keddigkeit, Reihe F. Bd. 1), Neustadt/Weinstraße 2018.
- Pfälzisches Burgenlexikon 1 – 4. Institut für pfälzische Geschichte, Kaiserslautern 1999–2007 (zusammen mit Ulrich Burkhart, Karl Scherer, Rolf Übel u. a.).
- Pfälzisches Klosterlexikon 1 – 5. Institut für pfälzische Geschichte, Kaiserslautern 2014–2019 (zusammen mit Matthias Untermann, Hans Ammerich u. a.).